# Damaliscus lunatus jimela
Damaliscus lunatus jimela är en underart till antiloparten topi, Damaliscus lunatus, inom underfamiljen koantiloper.. Underarten beskrivs som social och snabb och förekommer på savanner, halvöknar och i subsahariska Afrika. Underarten beskrevs först av den tyske zoologen Paul Matschie 1892.
D. l. jimela har minskat i antal, men förekommer för närvarande (2019) i Demokratiska republiken Kongo, Kenya, Rwanda, Tanzania och Uganda.
Underarten vistas främst i vattendragens sänkor och den besöker även andra gräsmarker och savanner. Under den varma årstiden är vattendragen och pölarna oftast uttorkade. Individerna täcker sitt vätskebehov över flera månader endast med födan som huvudsakligen utgörs av gräs.
Den största populationen med 27 000 till 38 500 exemplar (värd från mitten av 2010-talet) lever i Serengeti nationalpark och angränsande landskap i norra Tanzania och södra Kenya. Hela beståndet uppskattades året 1999 med 71 000 individer. Däremot minskade några populationer betydlig som den i Masai Mara viltreservat med 70 procent mellan 1977 och 2007.
De största hoten mot underarten är jakt och gräsmarkernas omvandling till jordbruksmark. Flera områden där antilopen lever är skyddade som nationalparker eller med annan skyddsstatus. I de områden som dokumenteras noga skulle underarten listas som nära hotad (NT). IUCN uppskattar att situationen är mer problematisk i andra regioner och listar hela beståndet som sårbar (VU).